# Stéphane Mahé
Stéphane Mahé (født 23. september 1968 i Puteaux, Frankrig) er en fransk tidligere fodboldspiller (venstre back).
Mahé startede sin karriere i hjemlandet, hvor han repræsenterede henholdsvis Auxerre, Paris Saint-Germain og Rennes. Hos Auxerre var han i 1994 med til at vinde pokalturneringen Coupe de France.
Senere i karrieren spillede Mahé i skotsk fodbold, hvor han blandt andet havde et fire år langt ophold hos Celtic. Han hjalp klubben til to skotske mesterskaber, i henholdsvis 1998 og 2001.

## Titler
Coupe de France
- 1994 med Auxerre

Scottish Premier League
- 1998 og 2001 med Celtic

Scottish FA Cup
- 2001 med Celtic

Scottish League Cup
- 1998, 2000 og 2001 med Celtic